# Ideal Toy Company
Ideal Toy Company ou simplement Ideal est une entreprise américaine de jouets et de jeux de société fondée en 1907 par  Morris et Rose Michtom. Elle est notamment connue pour ses jouets populaires tels que le Rubik's Cube, les poupées Betsy Wetsy (en) et Tammy ainsi que les figurines de la série télévisée Batman. Rachetée par View-Master en 1984, qui est elle-même absorbée par Tyco Toys en 1989, puis par Mattel, la société cesse ses activités en 1997. Les jouets Ideal sont devenus des objets de collection prisés par les amateurs de jouets anciens.

## Historique
Courant 1992, la société française Idéal Loisirs avait pour actionnaire majoritaire Bernard Farkas, Playmates, créateur des Tortues Ninja ayant quant à lui 37.5 % du capital 

## Produits

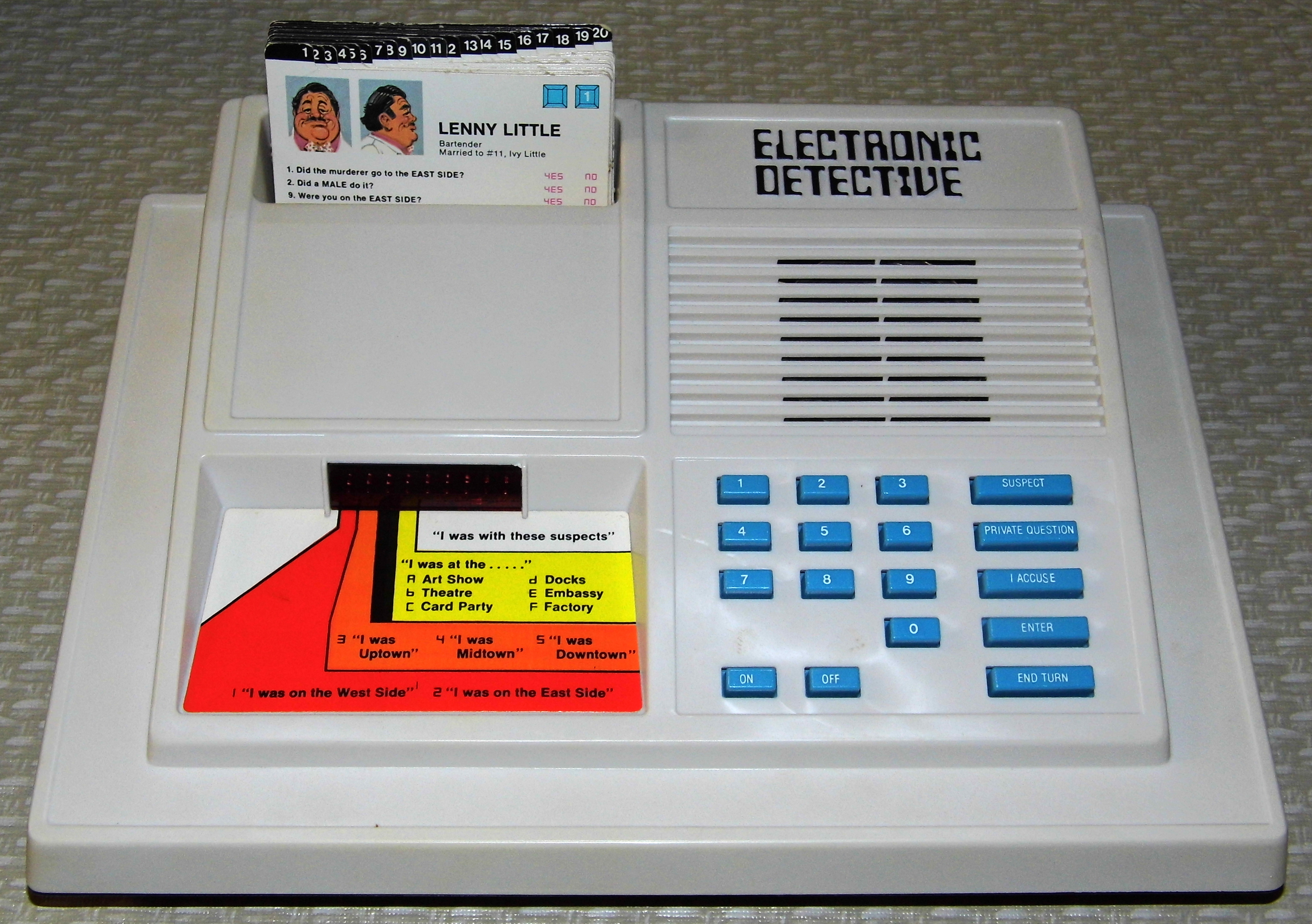
Le jeu Electronic Detective créé en 1979

### Jeux et jouets
- Rubik's Cube (licence)
- Étoile d'Alexandre
- Tammy

### Jeux de société
- Attrap'Souris
- Bourricot !
- KerPlunk